# کاروانسرای شاه‌عباسی (خوی)
کاروانسرای شاه‌عباسی خوی که کاروانسرای شاه‌عباسی قطور نیز نامیده می‌شود، مربوط به دوره صفوی است و در شهرستان خوی، در ۳۷ کیلومتری جاده خوی به قطور و در نزدیکی رود قطور در دامنه کوه واقع شده‌است. این بنا در سال ۱۳۸۵ به شماره ۱۶۳۹۱ به‌عنوان یکی از آثار ملی ایران به ثبت رسیده‌است.

## ویژگی‌ها
کاروانسرای تاریخی قطور یکی از ۴ کاروانسرای سرپوشیده ایران است که مربوط به دوره صفوی است. این کاروانسرای قدیمی با مساحت ۴۲۰ متر، آخرین کاروانسرا در مسیر جاده ابریشم است که در ۳۰ کیلومتری مرز ایران و ترکیه (مرز رازی) واقع شده‌است. کاروانسرای شاه‌عباسی قطور دارای چند اتاق که دیواره‌های آن از سنگ درست شده و در کنار راه‌آهن ایران - ترکیه قرار گرفته که در قدیم کاروان‌های تجاری و مسافران در این مکان استراحت وبعد به راه خود ادامه می‌دادند.
کاروانسرای قطور خوی به لحاظ معماری یک بنای زیبای تاریخی در ابعاد ۲۰ در ۲۰ است که عمدتاً از مصالح سنگی برای احداث این بنا استفاده شده‌است. کاروان سرای شاه عباسی قطور از نوع کوهستانی۳ اتاق و استراحت‌گاه تو در تو دارد که با مصالح گچ، آهک، خاک و سنگ کوهپایه‌ای احداث شده‌است.

## ثبت در فهرست میراث جهانی
در ۲۶ شهریور ۱۴۰۲ در جریان چهل و پنجمین اجلاس کمیته میراث جهانی یونسکو در ریاض، 'کاروانسرای شاه‌عباسی خوی (قطور) به‌همراه ۵۳ کاروانسرای تاریخی دیگر (جمعاً ۵۴ کاروانسرا در ۲۴ استان ایران) تحت عنوان کاروانسراهای ایرانی در فهرست میراث جهانی قرار گرفتند. این مجموعه جهانی به عنوان بیستمین و هفتمین اثر جهانی کشور ایران شناخته می‌شود.
این کاروانسرا به‌علت ویژگی‌های منحصر به فرد معماری و قرار گرفتن در مسیر جاده ابریشم نامزد ثبت در فهرست جهانی شد و میراث فرهنگی استان آذربایجان غربی برای تسریع در ثبت این اثر کارهای مرمتی و حفاظتی در این بنای ارزشمند انجام داد. علاوه بر کاروان‌سرای قطور خوی، دو کاروانسرای شرکت نفت ارومیه و کاروانسرای خان خوی نیز گزینه‌های دیگر استان آذربایجان غربی برای ثبت جهانی بودند که سرانجام دو کاروانسرای قطور و خان به ثبت جهانی رسیدند.